# Peter Schlör

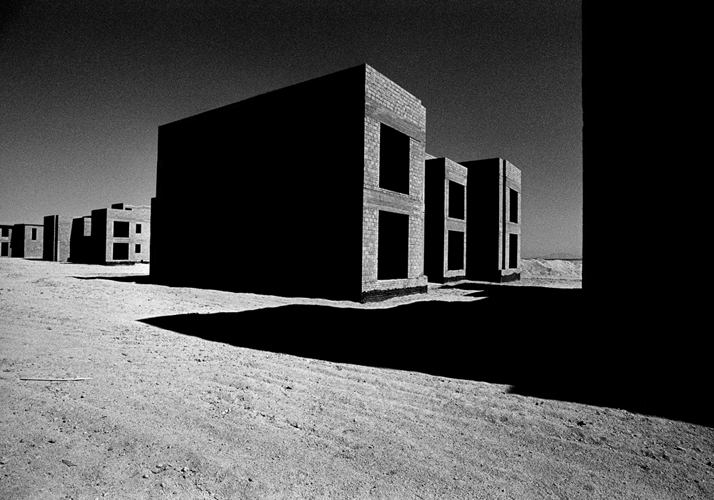
Peter Schloer - Sinai I - 2001

Peter Schlör (* 1964 in Mannheim) ist ein deutscher Fotograf und bildender Künstler.

## Leben und Werk
Peter Schlör setzt sich seit 1985 künstlerisch als Autodidakt mit der Schwarz-Weiß-Fotografie auseinander und sieht sich der subjektiven Fotografie verbunden. Seine Themen sind Isolation, Hermetik und Vereinzelung, die er in Gestalt von Archetypen, wie etwa dem Baum, dem Berg oder dem Haus, meist stark überzeichnet reflektiert. Die entstehenden Bilder zeigen keine Nachahmungen der Wirklichkeit, sondern Überwirklichkeiten in einer Ästhetik des Erhabenen. Charakteristisch für seine Arbeiten ist eine konsequente kompositorische Strenge, gepaart mit starken Hell-/Dunkelkontrasten. Tiefes Schwarz bildet in vielen seiner Bilder ein zentrales Element. Schlörs Werk entsteht nicht chronologisch. Vielmehr entstehen mehrere Werkreihen parallel zueinander, die sich aufeinander beziehen und ineinandergreifen.

## Einzelausstellungen (Auswahl)
- 2020 Arte Giani, Frankfurt/Main: Schöne neue Welt
- 2011 Bernhard Knaus Fine Art, Frankfurt/Main: HIGH LIGHT[1]; Zonca & Zonca, Mailand/Italien: Walk On Air
- 2010 UBS AG, Schloss Wolfsberg, Ermatingen/Schweiz: Black & Wide; GAM Obrist Gingold Galerie, Essen
- 2009 Mannheimer Kunstverein; Arte Giani, Frankfurt/Main: Open Sky Close Up
- 2008 Kunstgalerie Fürth; Kunsthalle Erfurt; Deep Black, Bernhard Knaus Fine Art, Frankfurt/Main[2]
- 2007 Kunstverein Grafschaft Bentheim; Städtische Galerie Iserlohn; GAM Galerie Obrist am Museum, Essen
- 2006 Stiftung Schloss Agathenburg; Nusser & Baumgart Contemporary, München: Black Desert; Arte Giani, Frankfurt/Main: Black Light
- 2005 Galerie Bernhard Knaus, Mannheim: Das Haus[3]; Galerie Obrist, Essen
- 2004 Kunstraum Püscheid, Kescheid-Püscheid: Bildfolgen
- 2003 Galerie Bernhard Knaus, Mannheim: Säulengänge[4]
- 2002 Maisenbacher Art Gallery, Trier
- 2001 Galerie Hollenbach, Stuttgart; Fotografische Bildfolgen, Galerie Bernhard Knaus, Mannheim[5]
- 2000 Arte Giani, Frankfurt/Main
- 1998 Galerie Angelo Falzone, Mannheim
- 1994 Badischer Kunstverein, Karlsruhe; Städtische Galerie, Erlangen; Museum Schloss Hardenberg, Velbert; Galerien der Stadt Esslingen a.N., Bahnwärterhaus
- 1993 Wilhelm-Hack-Museum, Ludwigshafen; Kunstgalerie d. Stadt Gera, Otto-Dix-Haus/Orangerie
- 1992 Städtische Galerie Neunkirchen/Saar
- 1990 Galerie Halskratz – Angelo Falzone, Mannheim
- 1988 Dalberghaus, Mannheim

## Gruppenausstellungen (Auswahl)
- 2009 Museum Frieder Burda, Baden-Baden: zeitgenössische Kunst aus der ALTANA Kunstsammlung; Auditorium Arte, Rom/Italien: Architettura. Festival di Roma_edizione 2009; Städtische Galerie Neunkirchen/Saar: Natur-Struktur-Muster (C)
- 2008 ALTANA Kunstsammlung, Sinclair Haus, Bad Homburg: An die Natur
- 2007 Ursula Blickle Stiftung, Kraichtal: Einführung in die Kunstgeschichte
- 2006 Kunsthalle Wilhelmshaven: Tiefes Licht
- 2004 E-Werk/Hallen für Kunst, Freiburg: Kunst-Licht
- 2003 Landesgalerie am Oberösterreichischen Landesmuseum, Linz: Archetypen - zum Verhältnis von Gegenwartskunst und Antike
- 2002 Heidelberger Kunstverein: Der Berg
- 2001 Kunsthalle Darmstadt: Spektrum Kunstlandschaft
- 1998 Saarland-Museum, Saarbrücken: Saar Ferngas Förderpreis – junge Kunst
- 1997 Centro d´arte contemporanea VELAN, Bona di Carignano-Turin/Italien: Versus III

## Werke in öffentlichen und privaten Sammlungen (Auswahl)
- HUGO BOSS Kunstsammlung, Metzingen und Coldrerio/Schweiz
- UBS Bank AG, Zürich und Basel
- ALTANA Kunstsammlung, Bad Homburg
- DZ-Bank Kunstsammlung, Frankfurt/Main
- Goldman Sachs & Co, Frankfurt/Main
- Deutsche Gesellschaft für Wertpapier-Sparen GmbH (DWS), Frankfurt/Main
- Europäisches Patentamt, München
- Centrum Beeldende Kunst, Rotterdam
- Kunsthalle Mannheim
- Landesgalerie am Oberösterreichischen Landesmuseum, Linz
- Pfalzgalerie Kaiserslautern/Graphische Sammlung
- Graphische Sammlung der Stadt Esslingen
- Regierungspräsidium Karlsruhe
- Sammlung Alison u. Peter W. Klein, Eberdingen-Nussdorf
- Centro d´arte contemporanea VELAN, Bona di Carignano, Turin/Italien

## Monografien
- Bernhard Knaus (Hrsg.): Peter Schlör - Deep Black, Hatje Cantz Verlag 2006, ISBN 3-7757-1851-6
- Angelo Falzone (Hrsg.), Peter Schlör (Fotograf): Aufbruch. Photographie. Catalogo, TraccEdizioni 1993, ISBN 88-7205-078-2
- Kunsthalle Göppingen: PETER SCHLÖR BILDFOLGEN, Van Spijk Art Projects 2004, ISBN 90-6216-408-0

## Kunst am Bau-Projekte
MPI für Kernphysik in Kooperation mit AAG-HD.